# Карелин, Алексей Егорович
Алексе́й Его́рович Каре́лин (1869, Кронштадт — после 1925) — деятель российского рабочего движения, один из лидеров «Собрания русских фабрично-заводских рабочих г. Санкт-Петербурга», один из организаторов массового шествия рабочих 9 января 1905 года, соратник Георгия Гапона.

## Биография

### У истоков рабочего движения
Родился в Кронштадте в рабочей семье. Отец был матросом, мать работала на подённых работах. После ранней смерти отца жил с матерью в большой бедности. В 11-летнем возрасте был отдан на работу в литографическую мастерскую в Петербурге, работал по 12—13 часов в день. В 1883 году поступил в воскресную школу, где проучился два года. В 1887 году поступил в техническую школу, где познакомился с рабочими-социал-демократами.
С конца 1880-х годов участвовал в рабочем движении. В 1890 году организовал кружок рабочих-литографов, который входил в социал-демократическую группу Бруснева. Группа Бруснева занималась подготовкой будущих вожаков рабочего движения. В качестве представителя от рабочих-литографов входил в «Центральный рабочий комитет», координировавший деятельность рабочих кружков. Другими членами комитета были Ф. А. Афанасьев, Е. А. Афанасьев, Н. Д. Богданов, Г. А. Мефодиев и др. Вместе с Г. А. Мефодиевым и Е. А. Афанасьевым организовал коммунальную квартиру, на которой происходили собрания «Центрального рабочего комитета». 
Поддерживал связь с интеллигентским центром брусневской группы в лице М. И. Бруснева, Л. Б. Красина, М. С. Ольминского, В. В. Святловского, В. С. Голубева, В. Цивинского и др. Активно участвовал в создании нелегальной рабочей библиотеки. Приобретал большое количество книг и в свободное время собственноручно переплетал их на переплётном станке.
В 1891 году принимал участие в преподнесении адреса от рабочих писателю-народнику Н. В. Шелгунову, а затем в демонстрации, устроенной на похоронах писателя. В 1892 году участвовал в праздновании 1 мая и в нелегальном собрании за Волковым кладбищем, где произносились речи политического содержания. В том же году арестован за празднование 1 мая и выслан на 3 года в город Сумы Харьковской губернии.
В 1895 году вернулся в Петербург, возобновил нелегальную работу. Поступил работать печатником в Литографию Маркуса на Васильевском острове. Поселившись вместе с женой В. М. Карелиной на Васильевском острове, организовал кружок рабочих-литографов. В начале 1900-х годов был членом Российской социал-демократической рабочей партии (РСДРП), примыкал к фракции большевиков. Участвовал в нелегальной партийной работе.

### В гапоновском рабочем «Собрании»
В начале XX века в России по инициативе С. В. Зубатова стали появляться первые легальные рабочие организации. В Петербурге в 1903 году было основано «Собрание русских фабрично-заводских рабочих г. Санкт-Петербурга» во главе со священником Георгием Гапоном. К этому времени кружок Карелина превратился во влиятельную в рабочей среде Петербурга группу, имевшую тактические расхождения с социал-демократической партией. Карелин и его товарищи считали неэффективной подпольно-конспиративную работу и искали путей для открытой деятельности в рабочих массах.
Карелин познакомился с Гапоном в мае 1903 года. Из этого знакомства Карелин вынес убеждение, что Гапон — не такой, как другие священники, и что с ним можно сотрудничать. Впоследствии Карелин вспоминал: «Мы поняли, что Гапон — честный человек, и поверили ему». Осенью 1903 года Карелин вместе со своей группой вступил в «Собрание русских фабрично-заводских рабочих». Сам Карелин вошёл в кружок ответственных лиц «Собрания», был выбран членом правления и получил должность казначея. После вступления в гапоновское «Собрание» порвал отношения с РСДРП, где его прозвали «зубатовцем».
В марте 1904 года вместе с Г. Гапоном, И. В. Васильевым, Н. М. Варнашёвым и Д. В. Кузиным принял так называемую «Программу пяти», которая стала руководящей программой «Собрания». Впоследствии параграфы этой программы целиком вошли в текст Петиции рабочих и жителей Санкт-Петербурга 9 января 1905 года. Был одним из главных членов «тайного комитета», или «штаба», который собирался на квартире Гапона для обсуждения вопросов экономической и политической борьбы. Внутри комитета был одним из лидеров оппозиции Гапону, настаивавшей на скорейшем выступлении рабочих со своими требованиями. С ноября 1904 года повёл открытую пропаганду идеи выступления рабочих.
Во время январской рабочей забастовки 1905 года настаивал на немедленной подаче петиции с политическими требованиями, которую Гапон считал преждевременной. На одном из собраний ответственного кружка, когда решался вопрос о подаче петиции, Карелин выступил с речью, в которой сказал: «Товарищи! Нас называют зубатовцами. Но зубатовцы оправдали себя тем движением, что было от них в Одессе, а мы оправдаем себя подачей петиции». После этой речи всё собрание проголосовало «за».
В день «Кровавого воскресенья» 9 января 1905 года вместе с женой В. М. Карелиной возглавил шествие рабочих от Васильевского острова. Шествие было разогнано воинскими подразделениями. Впоследствии Карелин вспоминал: «Надо сказать, что ни у Гапона, ни у руководящей группы не было веры в то, что царь примет рабочих и что даже их пустят дойти до площади. Все хорошо знали, что рабочих расстреляют, — а потому, может быть, мы брали на свою душу большой грех, — но всё равно уже не было тогда такой силы в мире, которая бы повернула назад. Рабочих удержать было нельзя».

### После «Кровавого воскресенья»
После событий «Кровавого воскресенья» Карелин вместе с другими руководителями «Собрания» был арестован и посажен в тюрьму «Кресты». Просидел в тюрьме дольше всех — до весны 1905 года. После освобождения вернулся к нелегальной деятельности. За участие в событиях 9 января был уволен с работы, устроился работать в артель столяров. В мае 1905 года установил связь со скрывавшимся за границей Гапоном. По его инициативе принял участие в создании нелегального «Российского рабочего союза», призванного объединить рабочих для борьбы с самодержавием. В сентябре 1905 года на съезде в Гельсингфорсе был избран в центральный комитет «Союза». Выступал против террористических методов борьбы.
В октябре 1905 года был избран в Петербургский совет рабочих депутатов как представитель от рабочих-печатников. После возвращения из-за границы Гапона возобновил деятельность в «Собрании русских фабрично-заводских рабочих». Вновь был избран казначеем и членом правления «Собрания». После скандала, устроенного рабочим Петровым в связи с получением Гапоном 30 тыс. рублей от графа С. Ю. Витте, выступал в защиту Гапона, заявляя, что деньги брались с ведома правления «Собрания» на нужды рабочих.
Карелин был одним из немногих людей, посвящённых в революционные замыслы Гапона. В своих воспоминаниях, опубликованных в советское время, сообщил, что незадолго до смерти Гапон начал составлять боевую группу для убийства С. Ю. Витте и П. И. Рачковского. Сам Карелин не сочувствовал этим замыслам, Гапон же видел в них способ оправдаться от обвинений. По убеждению Карелина, за убийством Гапона стоял Рачковский, действовавший через своего агента Е. Ф. Азефа. «Гапон о своем намерении рассказал Рутенбергу, этот последний Азефу, а от Азефа узнал и Рачковский, — полагал Карелин. — Смерть Гапона была принесена в жертву для Азефа».
После смерти Гапона и ликвидации «Собрания» Карелин работал в разных профсоюзных организациях. В 1906 году работал в профсоюзе типографских рабочих, в котором был избран членом правления. От союза избирался в Бюро профсоюзов. В 1907 году участвовал в создании кооперативной организации «Трудовой союз», в которой был членом и председателем правления. В последующие годы работал в других рабочих организациях. Написал ряд воспоминаний о Гапоне и рабочем движении.
До конца жизни отстаивал революционную репутацию Георгия Гапона.

## Сочинения
- А. Е. Карелин. Девятое января и Гапон. Воспоминания // Красная летопись. — Л., 1922. — № 1. — С. 106—116.
- А. Е. Карелин. Из воспоминаний участника гапоновской организации // 9 января : Сборник под ред. А. А. Шилова. — М.—Л., 1925. — С. 26—32.